# あすか (試験艦)
あすか（ローマ字：JS Asuka, ASE-6102）は、海上自衛隊の試験艦。海上自衛隊としては15年ぶりの試験専用艦で、省力化やステルス化を目的とした艦載兵器実験艦。同型艦はない。
なお艦名は試験艦の命名基準である「名所・旧跡のうち、文明・文化に関する地名」という点から、日本の古代大和朝廷が栄えた地、「飛鳥」（奈良県明日香村）に因んで命名された。
曹士女性自衛官（7名）が初めて乗り組んだ自衛艦でもある。

## 設計・装備

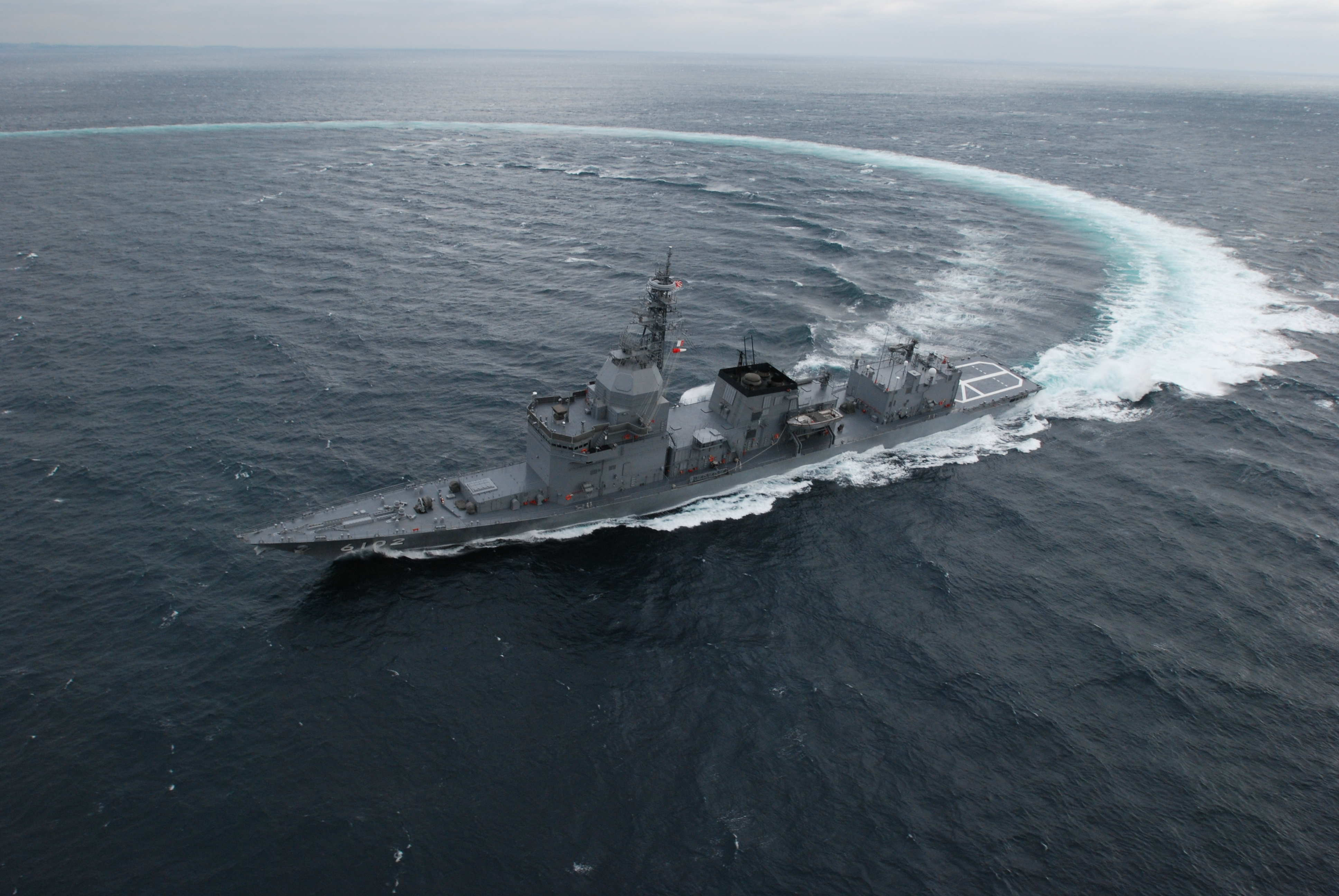
上方から

### 艦体
船体は遮浪甲板型の船型を採用している。艦首・底には新水上艦用ソーナー（OQS-XX）を設置したことから、投錨の際の干渉を避け、また砕波発生位置をできるだけ後方にしてOQS-XXから遠ざけるように、艦首は鋭く突出している。OQS-XXはバウ・ドームのシリンドリカル・アレイ（CA）と艦底の長大なフランク・アレイ（FA）からなるが、予算の関係上、FAは片舷のみの装備とされた。

### 艦橋
艦橋構造物は4層からなり、その最上部にはレーダーの試験機材を搭載する構造物が設置されている。就役時には射撃指揮装置3型（FCS-3）試作機のアクティブ・フェイズド・アレイ（AESA）アンテナを4面配したレーダー機器室が設置されていた。試験終了後、FCS-3試作機の部品はひゅうが型護衛艦の2隻に転用(AESAの台枠3基がひゅうがに、1基がいせに使用された。素子は不使用)されており、現在ではAESAアンテナも含めてすべて撤去され、レーダー機器室にはカバーがかけられていた。平成26年（2014年）度以降は、マルチファンクション・レーダー（FCS-3）の性能向上策の一環として開発されてきたXバンドの多機能レーダーの試作機が搭載されて海上試験が実施される見込みであり、既に準備工事の一部は始まっているものとされている。
艦橋構造物の直前の01甲板レベルに甲板室が設置され、ここは3甲板吹抜けの空所とされて、のちに新アスロック（後の07VLA）及び新艦対空誘導弾（A-SAM）の運用試験のためのMk.41 mod.17 VLS（8セル）が設置された。しかし2022年度末の修理の際に撤去されている。また同様に、就役後に魚雷防御システムを構成する投射型静止式ジャマー（FAJ、第二煙突前方船体中央部）、自走式デコイ（MOD、右舷短魚雷発射管横）の試作品を搭載し、運用試験を実施していた。魚雷発射管も12式魚雷の試験のため更新されたが、2023年時点で使用されていない。なお試験艦という性格上、艦艇乗組経験の乏しい試験要員の乗艦機会も多いことから、通常は一方通行のラッタルとされるところを二列並行の階段を配置し、また避難経路を示す誘導灯を設置するなどの配慮がなされている。また第2甲板に配置された固有乗員の居住区に加えて、これらの試験要員などの便乗者用として、第3甲板に約100名分の居住区が設けられているほか、乗艦者の休息や歓談に用いる歓談室や試験関係者の打ち合わせに使える多目的講堂、試験器材などを設置できる計測室が設けられている。なお本艦は、自衛艦として初めて女性自衛官が乗艦した艦で、病室も男女別に設置されている。

### 機関
主機としては、自衛艦としては初めてガスターボエレクトリック・ガスタービン複合（COGLAG）推進方式を採用した。これは、巡航機としてゼネラル・エレクトリック LM2500ガスタービンエンジン1基を発電機として用いたターボ・エレクトリック方式を、加速機として同じくLM2500 2基による機械駆動を用いるものであった。ただし、COGLAGの試験終了後は発電用のLM2500は他に転用されて撤去され、現在ではガスタービンエンジン2基のみが動力となっている。また運航要員の省力化も試みられており、操舵と主機操縦を操舵・主機遠隔操縦装置に統合したことで、従来はそれぞれの操縦員が必要だったのに対してワンマン・コントロールが可能とされたほか、ボタン式速力通信機の採用により主機の直接操縦が可能となった。

### 艤装
上甲板（第1甲板）後部はヘリコプター甲板とされており、着艦拘束移送装置等は備えられていないものの、H-60系ヘリコプターの発着が可能な面積が確保されている。またハンガーも通称「ヘリコプター格納庫」でSH-60Jを収容できるようになっているが、正式名称は「開発用品倉庫」で試験機材の収容や悪天候時の試験要員待機所など様々に用いられている。ヘリコプター甲板直下の作業甲板（第2甲板）には曳航ソナーの巻上げ装置が搭載されているが、これは試験用という性格上、護衛艦用の実戦装備と比してかなり大掛かりなものとされていた。

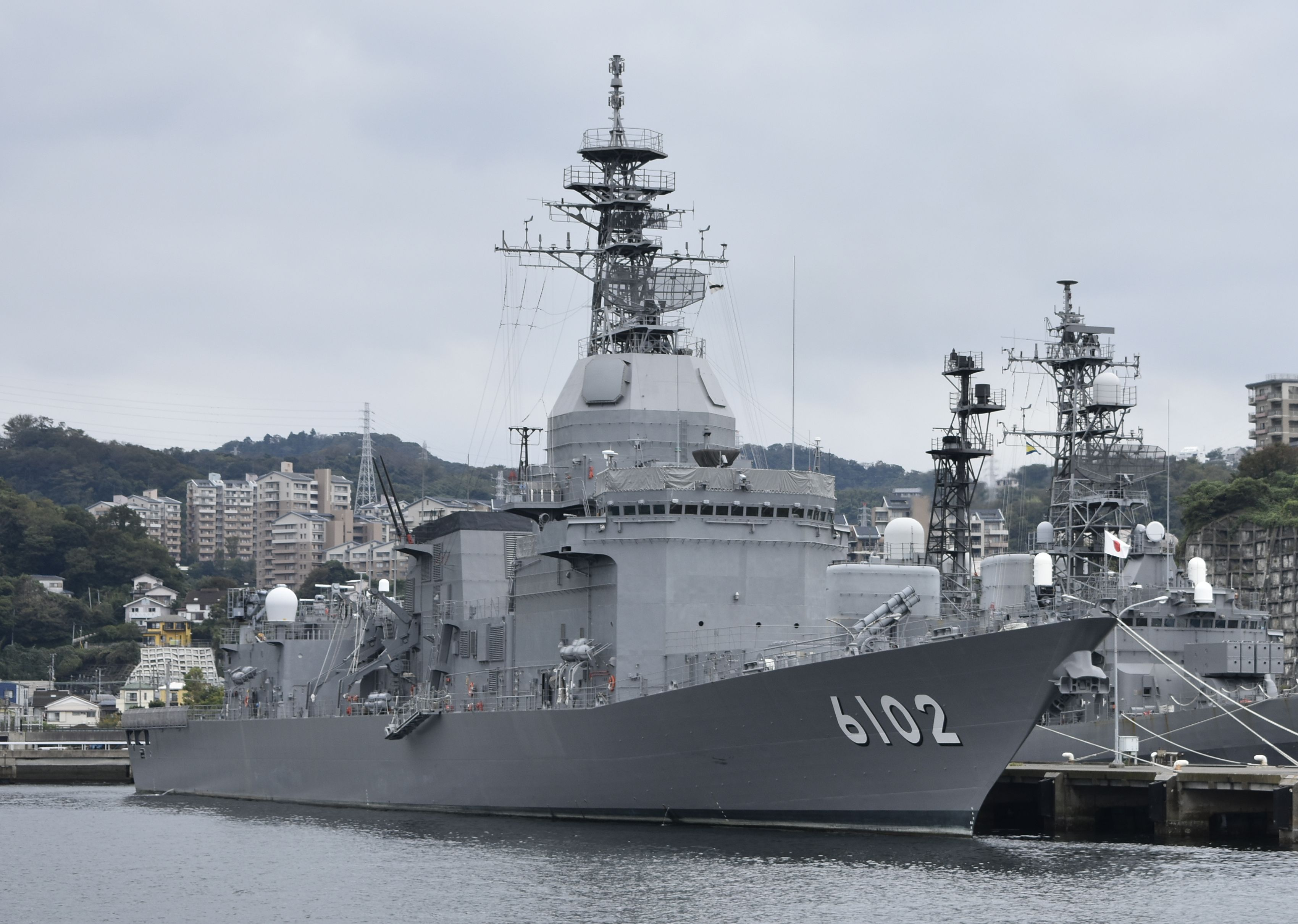
横須賀基地に停泊中の「あすか」

## 艦歴
「あすか」は、中期防衛力整備計画（平成3年度〜7年度）に基づく平成4年度計画4,200トン型試験艦6102号艦として、住友重機械工業浦賀造船所で1993年4月21日に起工され、1994年6月21日に進水、1995年1月19日に公試開始、同年3月22日に就役し、開発指導隊群に直轄艦として編入され横須賀に配備された。建造費は278億3900万円。
1995年から統合化航法システムの性能確認試験を実施。
1995年から1998年、OQQ-XXソナー（後のOQQ-21）、COGLAG推進方式、FCS-3の試験を実施。
1998年、赤外線探知装置の試験を実施。
1999年から2000年、新戦術情報処理装置（後のOYQ-10）の試験を実施。
2002年3月22日、開発指導隊群が廃止となり、開発隊群が新編され、同群隷下に編入。
2003年から2004年、投射型静止式ジャマーと自走式デコイの試験を実施。
2003年から2007年、新アスロック（後の07式VLA）の試験を実施、この実験のためMk 41VLS（8セル）を搭載（その後撤去）。
2007年から2011年、新対潜用魚雷（後の12式魚雷）の試験を実施。
2007年10月に行われたPSIの海上警備訓練では、本艦を容疑船役として護衛艦「いかづち」の立入検査隊の臨検訓練が行われた。
2011年3月11日に発生した東北地方太平洋沖地震による東日本大震災に対し、災害派遣のため地震発生後の53分後の15時45分に緊急出港をする。同月21日まで従事、26日より再開、4月8日まで従事した。
2012年、新水中自走標的の試験を実施。
2014年、あさひ型護衛艦に装備するレーダ（後のOPS-48）をマスト前部とFCS-3設置跡の前部に、「マルチファンクションレーダ（FCS-3）の性能向上の研究」で試作したレーダを同じくFCS-3設置跡の後部（右舷大型、左舷小型）に搭載。その後、後者の大型レーダを右舷前部に移設し、他は撤去。
2015年5月25日、MQ-8Cデモンストレータ（モックアップ）による艦載適合性試験を実施。
2017年、艦橋前右舷方向にコフィンランチャーを装備して12式地対艦誘導弾の艦載化試験を実施。同ミサイルは後に17式艦対艦誘導弾（SSM-2）として実用化される。
2019年、もがみ型護衛艦に装備するVDS+TASSの試験を行うため、後部甲板の一部をかさ増しする。
2020年4月1日、開発隊群直轄艦から艦艇開発隊隷下に編成替え。
2021年12月10日午前6時40分ごろ、横須賀の船越岸壁に停泊中、推定80リットルの潤滑油を海上に流出させた。
2022年12月、新艦対空誘導弾（A-SAM、後の23式艦対空誘導弾）の実弾発射試験を実施。
2023年4月1日、開発隊群の組織改編により艦艇開発隊が廃止、技術評価開発隊が新編され同隊隷下に編入。
同年10月、防衛装備庁が研究開発中のレールガンの世界初となる洋上射撃試験を実施した。
同年、FCネットワーク（海自版共同交戦能力）用のアンテナを搭載、同様のアンテナは「あきづき」「てるづき」にも搭載。
2025年、レールガンを再度搭載。この時はレールガン本体を新たに筐体で覆った。

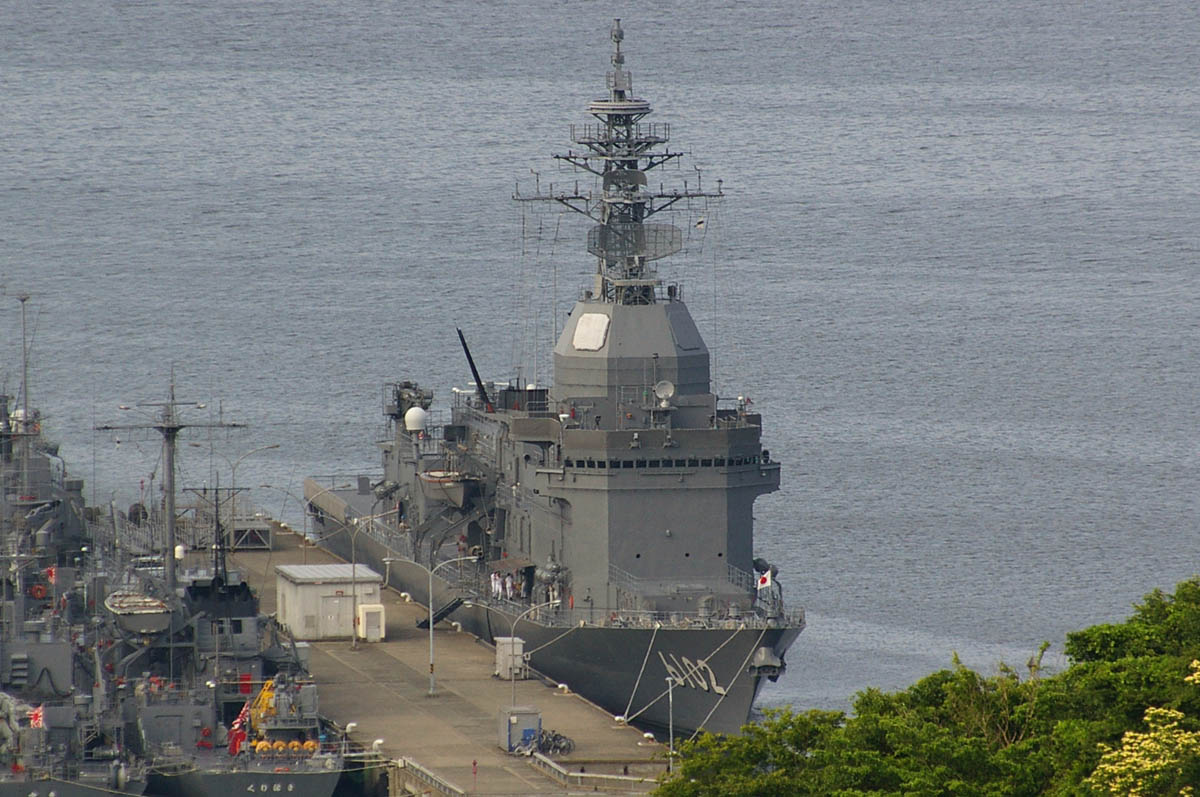
FCS-3（試作型）とVLSを搭載したあすか
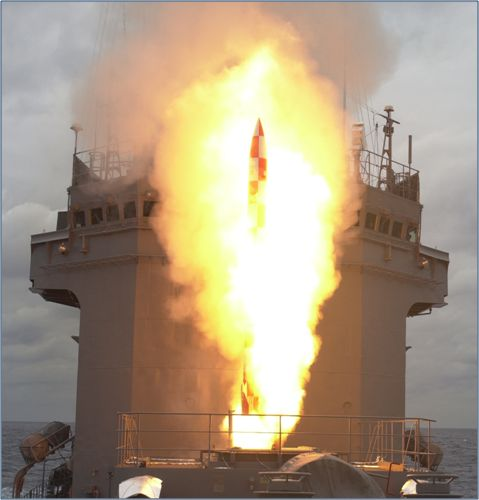
07式VLAの発射試験
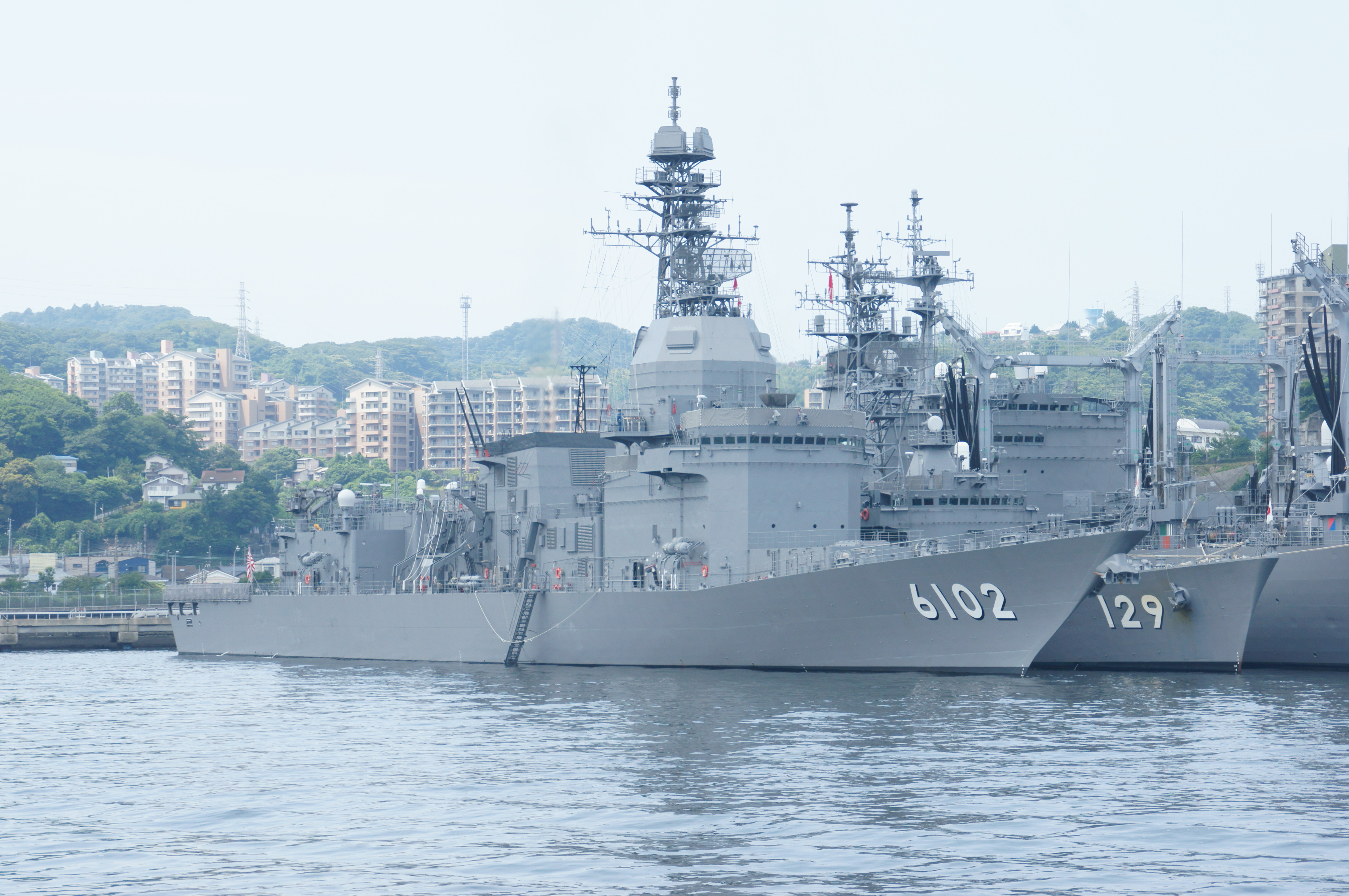
OPS-48を前部に搭載したあすか
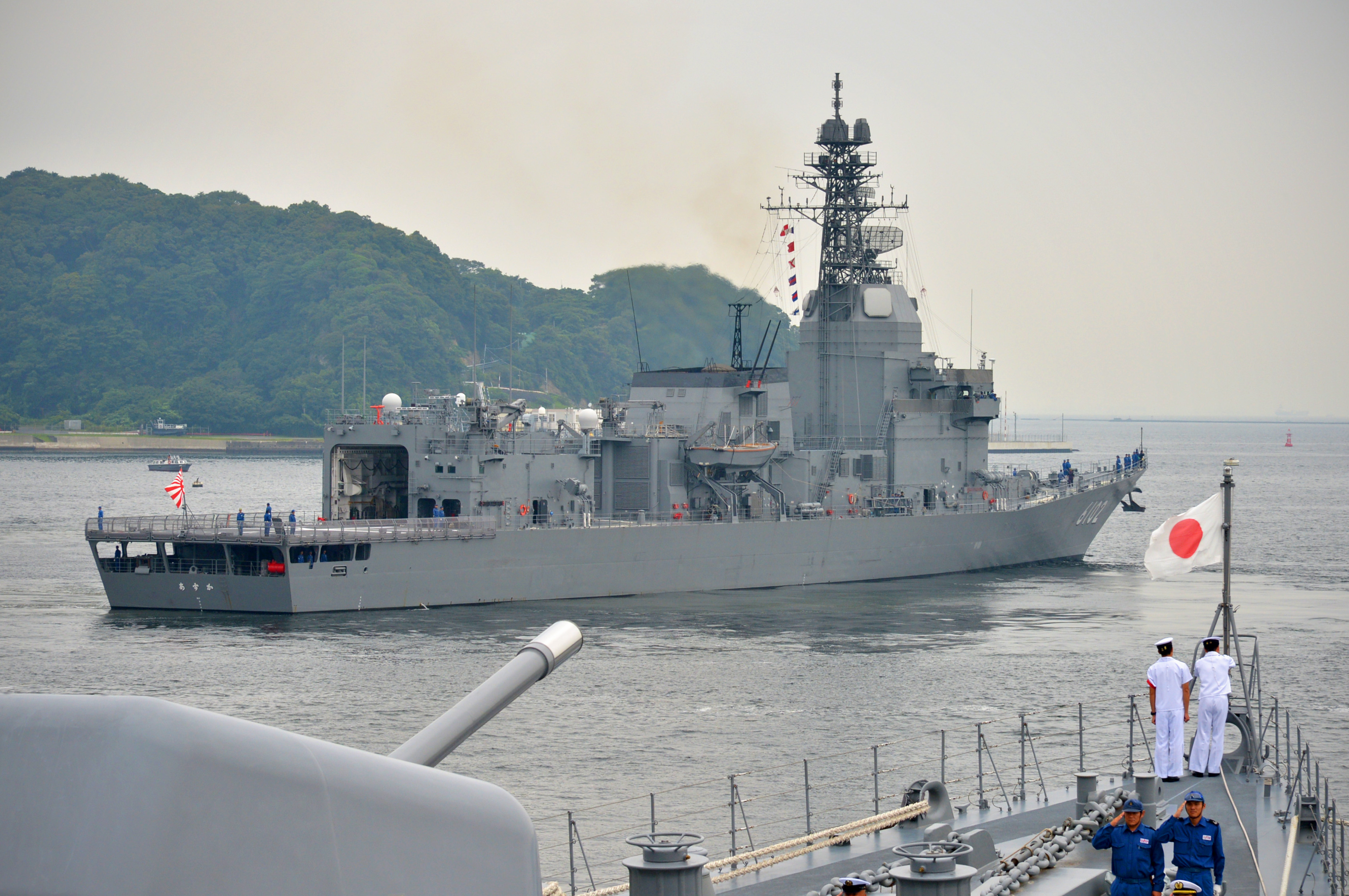
「マルチファンクションレーダ（FCS-3）の性能向上の研究」で試作したレーダを後部に搭載したあすか
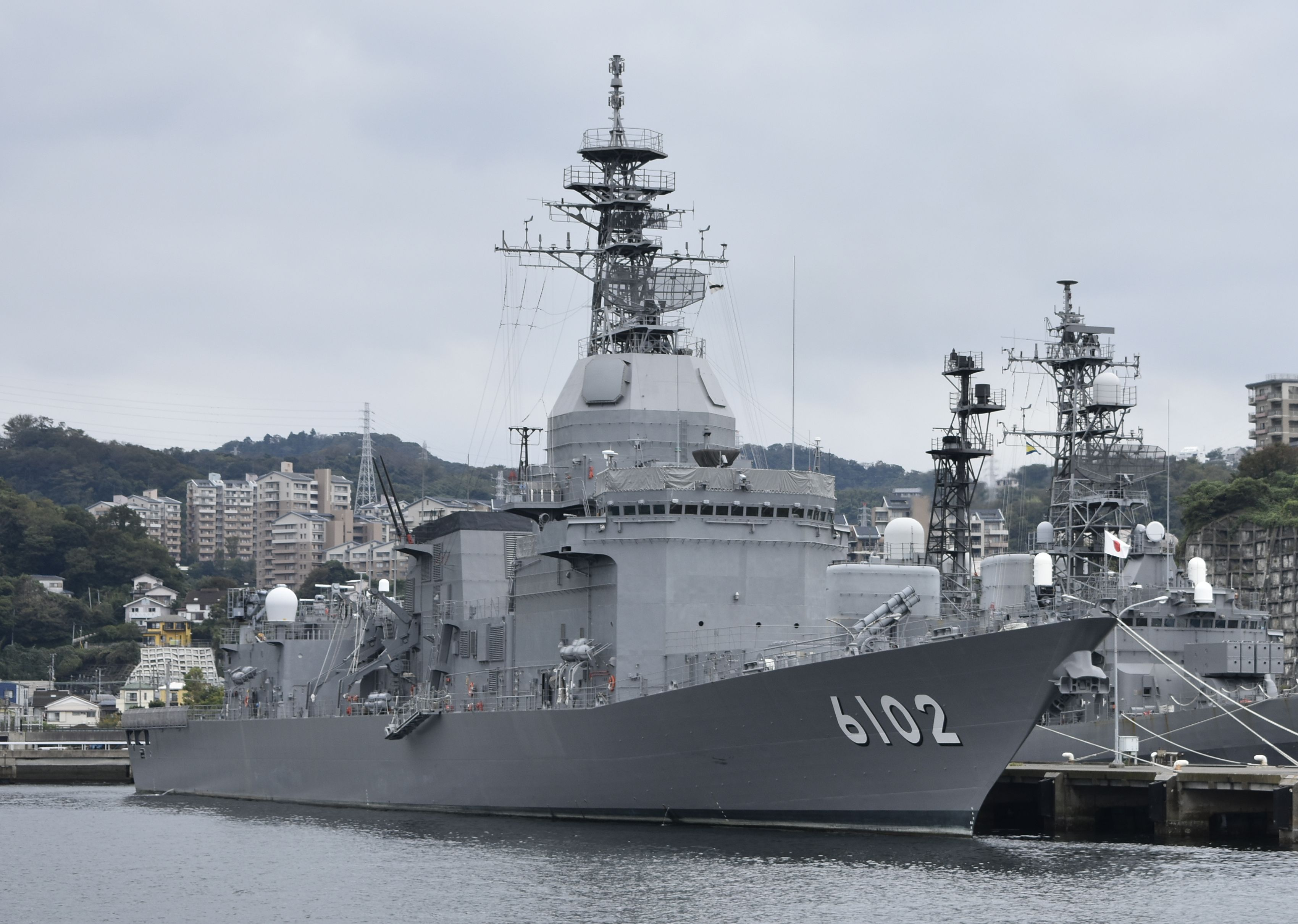
上記の試作レーダを前部に移設したあすか
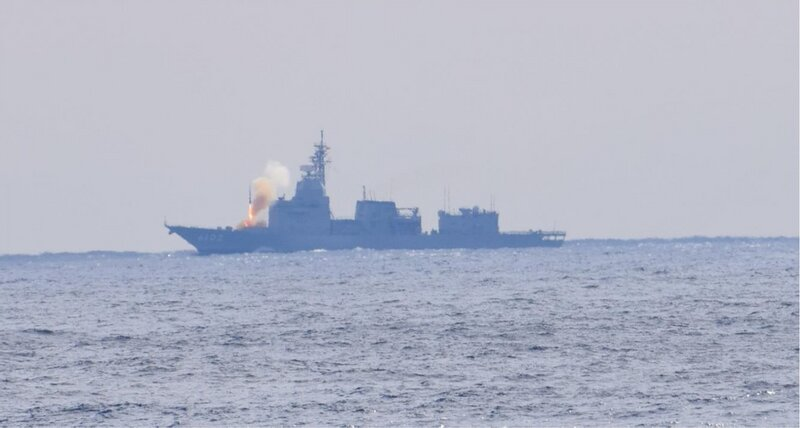
長射程対空ミサイルの実発射試験
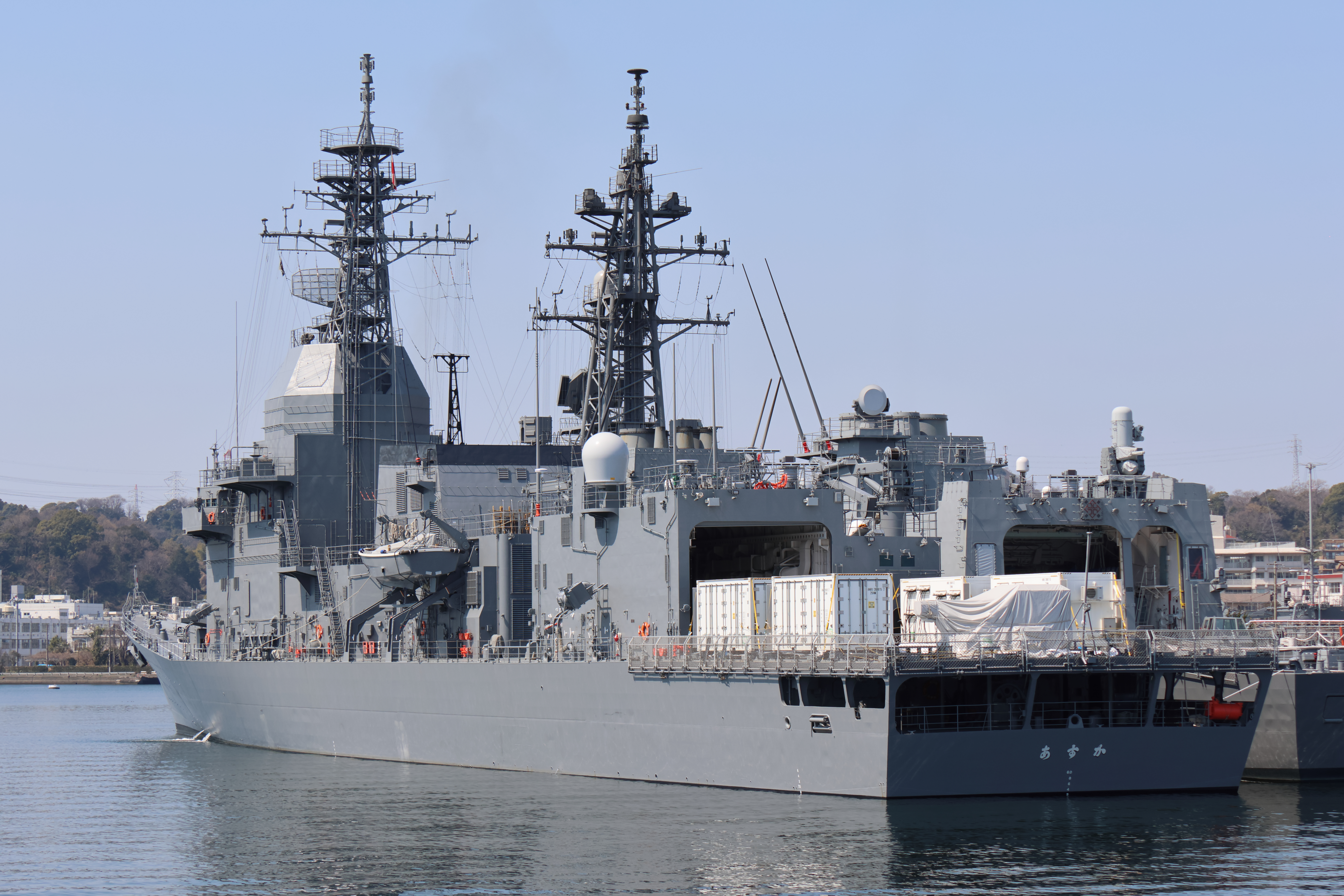
レールガンの洋上試験設備を搭載したあすか
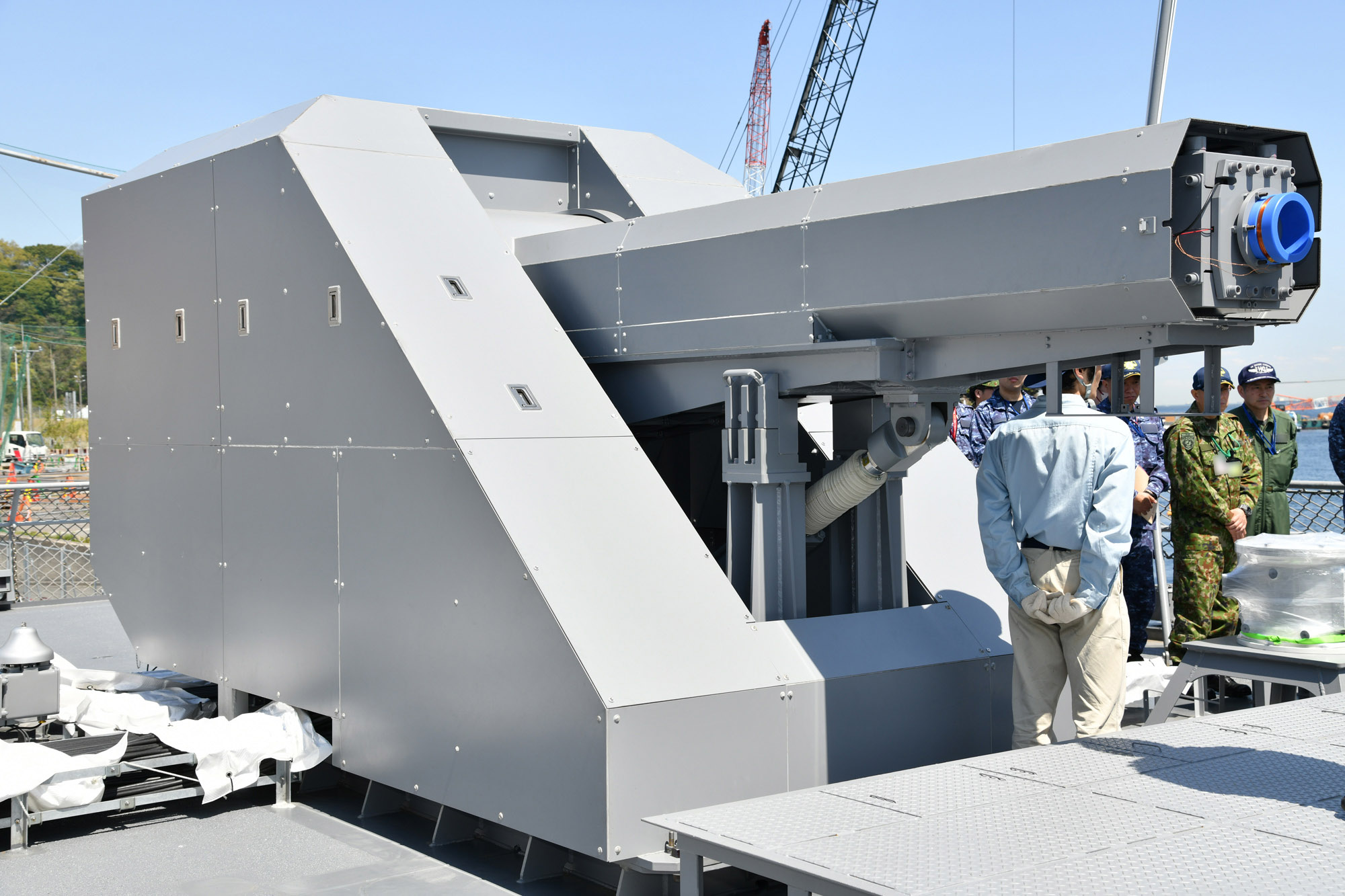
試験艦「あすか」に搭載された防衛装備庁が開発中の「レールガン」

### 歴代艦長
| 代 | 氏名       | 在任期間                | 出身校・期 | 前職                                                              | 後職                                     | 備考                 |
| -- | ---------- | ----------------------- | ---------- | ----------------------------------------------------------------- | ---------------------------------------- | -------------------- |
| 01 | 樋口善治   | 1995.3.22 - 1996.8.19   | 防大11期   | あすか艤装員長                                                    | 海洋業務群司令部                         | 1等海佐              |
| 02 | 加藤正治   | 1996.8.20 - 1997.7.31   |            | しらね艦長                                                        | 運用開発隊副長                           | 1等海佐              |
| 03 | 加藤紀夫   | 1997.8.1 - 1998.9.29    | 防大15期   | さわかぜ艦長                                                      | 海上自衛隊第1術科学校総務部長            | 1等海佐              |
| 04 | 佐治正憲   | 1998.9.30 - 1999.9.29   | 防大15期   | かしま艦長                                                        | 海上自衛隊第1術科学校教育第2部長         | 1等海佐              |
| 05 | 峰岡偉津夫 | 1999.9.30 - 2001.4.1    | 防大15期   | 運用開発隊運用開発第2科長                                         | 舞鶴地方総監部監察官                     | 2000.7.1 1等海佐昇任 |
| 06 | 塔岡道夫   | 2001.4.2 - 2003.3.31    | 防大17期   | 自衛艦隊司令部                                                    | 舞鶴海上訓練指導隊副長 兼 指導部長       |                      |
| 07 | 土方利昌   | 2003.4.1 - 2004.6.30    | 防大19期   | 開発隊群司令部幕僚                                                | 大湊地方総監部監察官                     |                      |
| 08 | 山田 昇    | 2004.7.1 - 2006.11.28   |            | 海上自衛隊幹部学校総務課長                                        |                                          |                      |
| 09 | 久保田守   | 2006.11.29 - 2008.11.19 |            | 統合幕僚監部指揮通信システム部 指揮通信システム運用課情報保証班長 | 横須賀基地業務隊本部補充部付             |                      |
| 10 | 飯田隆一   | 2008.11.20 - 2010.10.20 |            | 誘導武器教育訓練隊研究室長                                        |                                          |                      |
| 11 | 藤村栄次   | 2010.10.21 - 2012.1.19  | 防大24期   | 開発隊群司令部付                                                  |                                          |                      |
| 12 | 千代野正   | 2012.1.20 - 2013.2.7    | 防大24期   | 佐世保海上訓練指導隊副長                                          |                                          |                      |
| 13 | 田中亮二   | 2013.2.8 - 2014.9.17    | 防大26期   | 誘導武器教育訓練隊教育部長 兼 学生隊長                            | 横須賀基地業務隊付                       |                      |
| 14 | 服部一男   | 2014.9.18 - 2015.8.2    |            | 大湊海上訓練指導隊副長 兼 指導部長                                | 海上自衛隊東京業務隊付                   |                      |
| 15 | 堀場恒明   | 2015.8.3 - 2016.12.8    | 防大28期   | 呉海上訓練指導隊指導部砲雷科長                                    | 大湊基地業務隊付                         |                      |
| 16 | 中村正三   | 2016.12.9 - 2018.3.22   | 防大32期   | 海上幕僚監部人事教育部援護業務課勤務                              |                                          |                      |
| 17 | 北御門裕   | 2018.3.23 - 2019.5.9    | 防大32期   | 海上自衛隊幹部学校運用教育研究部 主任研究開発官                   | 海上自衛隊東京業務隊付                   |                      |
| 18 | 松本圭太   | 2019.5.10 - 2020.11.23  |            | 情報本部                                                          | 横須賀基地業務隊本部補充部付             |                      |
| 19 | 榎谷真一   | 2020.11.24 - 2022.9.13  |            | まきなみ艦長                                                      | 護衛艦隊司令部勤務 →2022.9.21 おうみ艦長 | 2022.7.1 1等海佐昇任 |
| 20 | 渡邊秀幸   | 2022.9.14 - 2023.11.19  | 防大35期   | 開発隊群司令部                                                    | 横須賀基地業務隊司令                     |                      |
| 21 | 江澤斎高   | 2023.11.20 -            | 防大40期   |                                                                   |                                          |                      |